# Best of the Beast
| Críticas profissionais | Críticas profissionais |
| Avaliações da crítica  | Avaliações da crítica  |
| Fonte                  | Avaliação              |
| ---------------------- | ---------------------- |
| allmusic               | link                   |

Best of the Beast (EMI, 24 de Setembro de 1996) é a primeira coletânea da banda britânica de heavy metal Iron Maiden, lançado em 1996. A edição em vinil é, até o momento, o lançamento de disco mais longo da banda, durando mais de três horas.
A coletânea foi lançada em 4 formatos, sendo a versão em CD simples a mais comum. No Brasil, o CD possui 16 canções e a última faixa ("Hallowed Be Thy Name") precisou ser editada para caber em um CD comum. Esta versão não era edição limitada, mas com a chegada da nova coletânea, Edward the Great, a EMI resolveu retirá-la de catálogo. A versão em duplo CD é mais completa. O encarte contém informações precisas como datas de lançamento de singles, álbuns e discos ao vivo. Traz também uma breve biografia da banda, desde seu início até a fase Blaze Bayley de 1995. O álbum contém 27 canções, entre elas versões raras como a faixa "Vírus", que era inédita, a faixa "Iron Maiden", que era parte do primeiro compacto da banda, o Soundhouse Tapes, e uma versão da música "Strange World" que ficou de fora deste mesmo compacto.
Essa versão dupla era limitada. Foi lançada apenas na Europa e Japão, junto com a versão em cassete, hoje item de colecionador. A versão em vinil quádruplo, também raro, foi lançado somente na Inglaterra e Estados Unidos. Contém 34 músicas e é a coletânea mais completa da banda.
A capa criada por Derek Riggs contém diversas versões de Eddie: com machado de Killers, o lobotomizado de Piece of Mind, o soldado de "The Trooper", a múmia de Powerslave, o zumbi atingido por raio de Live After Death, o cyborg de Somewhere in Time, e com a mão de gancho da turnê No Prayer on the Road.

## Faixas

### CD simples
1. "The Number of the Beast" 4:49
2. "Can I Play with Madness" 3:31
3. "Fear of the Dark" (Live) 7:21
4. "Run to the Hills" 3:50
5. "Bring Your Daughter… to the Slaughter" 4:44
6. "The Evil that Men Do" 4:35
7. "Aces High" 4:31
8. "Be Quick or Be Dead" 3:21
9. "2 Minutes to Midnight" 6:04
10. "Man on the Edge" 4:10
11. "Virus" 6:30
12. "Running Free" (Live) 3:25
13. "Wasted Years" 5:06
14. "The Clairvoyant" 4:27
15. "The Trooper" 4:11
16. "Hallowed Be Thy Name" (Edited Version) 5:10

### Duplo CD
| 1. "Virus" 6:30 2. "Sign Of The Cross" 11:17 3. "Man On The Edge" 4:10 4. "Afraid To Shoot Strangers" (Live) 6:48 5. "Be Quick Or Be Dead" 3:21 6. "Fear Of The Dark" (Live) 7:21 7. "Bring Your Daughter… To The Slaughter" 4:44 8. "Holy Smoke" 3:49 9. "The Clairvoyant" 4:27 10. "Can I Play With Madness" 3:31 11. "Evil That Men Do" 4:35 12. "Heaven Can Wait" 7:24 13. "Wasted Years" 5:06 | 1. "Rime Of The Ancient Mariner" (Live) 13:10 2. "Running Free" (Live) 3:25 3. "2 Minutes To Midnight" 6:04 4. "Aces High" 4:31 5. "Where Eagles Dare" 6:10 6. "The Trooper" 4:11 7. "The Number Of The Beast" 4:49 8. "Run To The Hills" 3:50 9. "Hallowed Be Thy Name" 7:10 10. "Wrathchild" 2:54 11. "Phantom Of The Opera" 7:20 12. "Sanctuary" 3:13 13. "Strange World" 5:45 14. "Iron Maiden" 3:57 |

## Créditos
- Remasterizado por Simon Heyworth, Dave Murray e Steve Harris.
- Formação: diversas

## Performance nas paradas
| País               | Paradas (1996)              | Posição |
| ------------------ | --------------------------- | ------- |
| Áustria            | Ö3 Austria Top 40           | 41      |
| Bélgica (Flanders) | Ultratop                    | 28      |
| Bélgica (Wallonia) | Ultratop                    | 39      |
| Finlândia          | The Official Finnish Charts | 8       |
| Alemanha           | Media Control Charts        | 42      |
| Japão              | Oricon                      | 26      |
| Países Baixos      | MegaCharts                  | 25      |
| Nova Zelândia      | RIANZ                       | 37      |
| Suécia             | Sverigetopplistan           | 11      |
| Reino Unido        | Official Albums Chart       | 16      |

| Single  | Paradas (1996)        | Posição |
| ------- | --------------------- | ------- |
| "Virus" | Dutch Singles Chart   | 48      |
| "Virus" | Finnish Singles Chart | 3       |
| "Virus" | Swedish Singles Chart | 31      |
| "Virus" | UK Singles Chart      | 16      |

## Certificações
| País                          | Certificação | Vendas  |
| ----------------------------- | ------------ | ------- |
| Argentina (CAPIF)             | Platina      | 60,000  |
| Brasil (ABPD)                 | Ouro         | 100,000 |
| Finlândia (Musiikkituottajat) | Ouro         | 22,261  |
| Suécia (GLF)                  | Platina      | 100,000 |
| Reino Unido (BPI)             | Ouro         | 100,000 |